# 摩利按世
摩利 按世（まり あんよ、1946年4月18日 - 2014年6月18日）は、日本の女性声優、随筆家。東京都出身。東京都立松原高等学校卒業。TTC、フリータレント集団「壇林」を経て青二プロダクション所属。旧芸名、松沢 和子（まつざわ かずこ）。
2014年6月18日、病気療養中に死去。68歳没。
特技はかたりライブ、童話制作、華道、詩作など。植物に関する随筆をいくつか執筆している。

## 出演

### テレビアニメ
1979年
- 宇宙空母ブルーノア（タラ）
- 円卓の騎士物語 燃えろアーサー（エレイン、村娘）
- 機動戦士ガンダム（シムス・アル・バハロフ）
- 銀河鉄道999（ポエム、女B、生命体B）

1983年
- まんが日本史

### ゲーム
- 機動戦士ガンダム ギレンの野望（1998年、シムス・アル・バハロフ）
- 機動戦士ガンダム ギレンの野望 ジオンの系譜（2000年、シムス・アル・バハロフ）
- 機動戦士ガンダム ギレンの野望 ジオン独立戦争記（2002年、シムス・アル・バハロフ）
- 機動戦士ガンダム0079カードビルダー（2005年、シムス・アル・バハロフ）
- 機動戦士ガンダム オンライン（2012年、シムス・アル・バハロフ）

### 吹き替え
- プリズン・ブレイク ファイナル・ブレイク（ダディ〈ロリ・ペティ〉）

### ナレーション
- 自然環境保護銀組（テレビ東京）
- 東京レポート（テレビ東京）
- 21世紀森の形（NHK）

## 著作
- 花巡記（1998年、希林館） - 山野の植物エッセイ集。
- 詩画集 心のふるさと（2012年、揺籃社）
- 詩集シリーズ（工房シオン）